# 비사야 제도 전투
비사야 제도 전투(Battle of the Visayas)는 태평양 전쟁 말기 필리핀 비사야 제도에서 벌어진 미군을 주력으로 하는 연합군과 일본군의 전투이다. 이미 점령된 레이테섬 이외의 비사야 제도의 각지에서 남아 있는 일본군이 연합군에 의해 소탕된 작전이다.

## 배경
비사야 제도의 레이테섬과 세부섬, 네그로스섬 등지에는 일본군이 만들어 둔 비행장이 있었다. 그러나 레이테섬은 1944년 말에 연합군에 점령되어 루손 전투까지의 일련의 전투 결과 일본군의 항공 전력은 괴멸 상태에 빠져 있었다. 무력화된 각 거점에는 공군의 지상 요원 등이 남겨져 분산 배치된 제102사단(신페이 후쿠에 중장)이 방위를 맡고 있었다. 지휘해야 할 스즈키 소사쿠 중장의 제35군 사령부는 레이테섬 전투의 전쟁 전선 지도에 들어간 후 세부로 복귀하였고, 민다나오 전투에서 심한 손실을 입어 효과적으로 전체를 지휘할 수 있는 상태가 아니었다.
필리핀 전역 점령을 목표로 더글러스 맥아더 사령관의 방침에 따라 연합군은 중남부 필리핀 일대를 해방할 목적으로 일련의 ‘빅터(VICTOR)’ 전략을 수립했다. 그중 ‘빅터 1호’ 전략은 네그로스섬 북서부와 파나이섬에 대한 계획이었고, ‘빅터 2호’ 작전은 세부섬과 보홀섬에 대한 계획이었다. 빅터 3호는 팔라완섬에 대해서도 민다나오 전투와 남중국해의 통상파괴에 이용하기 위한 항공 기지를 설치하려는 의도에 의한 침공이었다.
중남부 필리핀에서 현지인의 게릴라 부대가 우세하여 미군의 작전에 호응해 일본군을 공격했다.

## 전투

### 팔라완
우선 1945년 2월 28일, 미국 제41 보병사단의 제186 보병연대 등 8,150명이 팔라완섬 서부 푸에르토프린세사에 도착했다. 일본군 수비대는 제102사단의 2개 중대 외에 비행장 대대 1개 정도 밖에 없어서 쉽게 뚫렸다. 팔라완에 포함된 칼라미안 제도의 코론섬 정박지도 곧 점령되었다. 팔라완섬의 공군 기지 정비는 당초 계획된 민다나오섬의 삼보앙가 상륙 시간에 맞추지 못했지만, 이후 비사야 제도의 전투에서 활용되었다.
일본군은 전년인 1944년 12월에 팔라완섬에 연합군이 상륙한다는 잘못된 보고를 접했고, 그 때 일본군은 연합군 포로 130여명을 처형하는 사건이 발생했다. (팔라완 포로 살해 사건)

### 파나이섬
3월 18일, 미군 제40 보병사단의 제185 보병 연대는 파나이섬에 상륙했다. 일본군 수비대는 제102사단에서 파견된 1개 대대가 있었지만, 제대로 된 대항을 하지 못하고 산속으로 퇴각했다. 이어 인접한 기마라스섬이 점령당했고, 정박지를 관리하고 있던 일본 해군 부대는 괴멸당했다.

### 세부

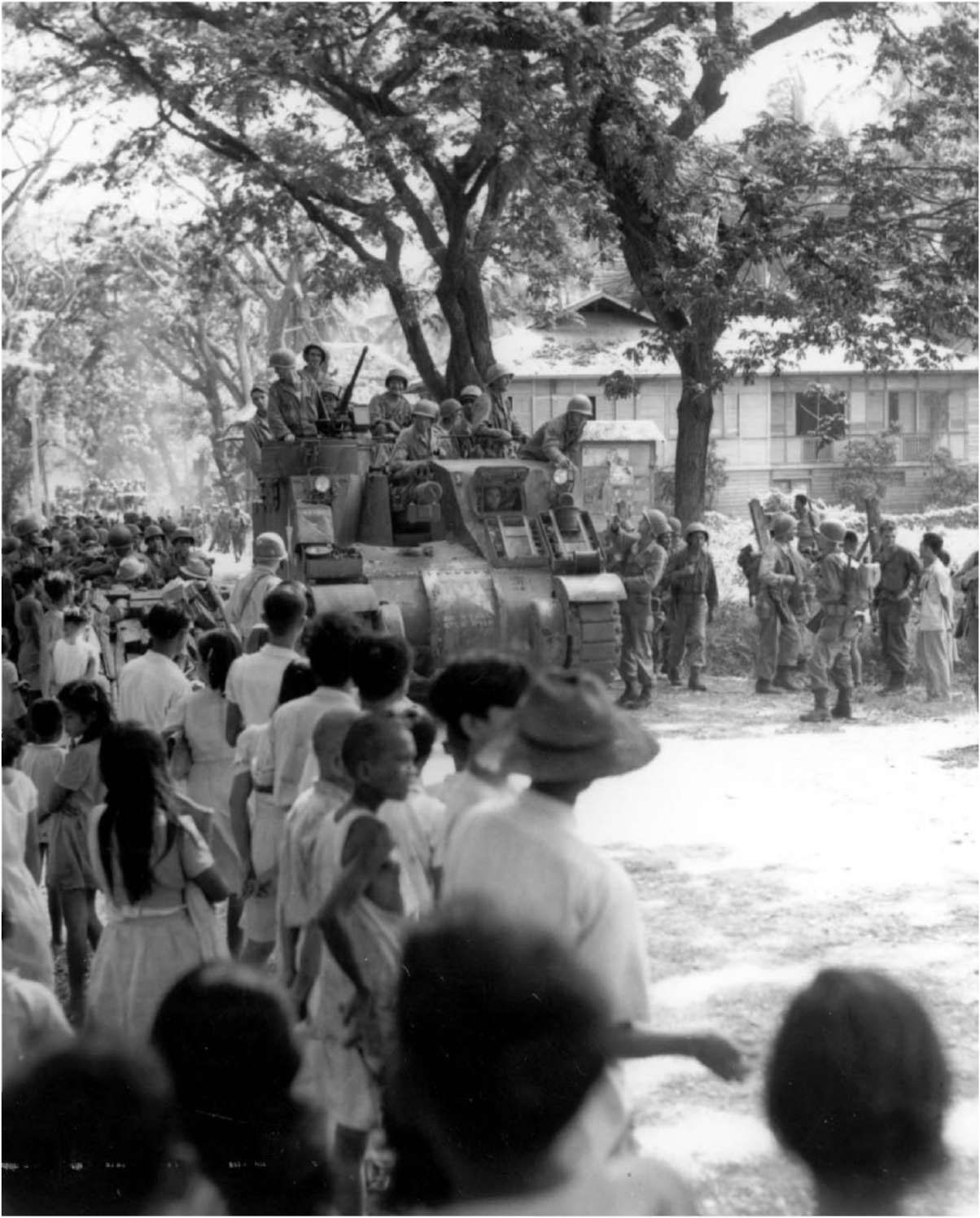
미군을 환영하는 세부 주민들

세부섬은 일본군의 비사야 제도 방어의 중심 거점으로 제35군사령부와 병력 14,500명을 두고 있었다. 그러나 실태는 취약하였고, 병력 대부분은 항공기 정비원과 야전병원 직원, 헌병 등의 후방 부대였다. 주력인 제102사단은 각지에 전력이 추출되고 1개 대대 밖에 없었다. 게다가 레이테섬에서 철수해 온 제1사단(타다수 카타오카 중장)이 있었지만, 약간 인원이 보충된 정도로 주로 부상병으로 구성된 1000명 정도의 이름뿐인 사단이었다. 일본 해군의 대규모 비행장과 제33 특별근거지대(特別根拠地隊, 사령관 : 하라다 사토루 소장)이 있었지만, 전력은 몇 척의 특수 잠항정(갑표적)과 급조된 해병대가 있었을 뿐이었다. 제35군 사령부는 민다나오섬으로 이동 도중에 제102사단장 신페이 후쿠에 중장도 레이테섬에서 무단 철수한 혐의로 일시 직권 중지된 관계로 지상전의 지휘는 제102사단의 보병 제78여단장이었던 만조메 다케오 소장이 실권을 맡았다.
연합군이 상륙할 때까지 제33 특근의 특수 잠항정은 민다나오해에서 연합군 함선 공격이나 요인 수송을 활발히 진행하고 있었다. 일본은 순양함과 수송선을 격침하는 등 여러 전과를 거두고 있었다. 리버티 선 ‘올리버 켈리 (Oliver Kelly)’를 손상시킨 것 등은 이러한 특수 잠항정에 의한 것으로 보고되고 있다. 또한, 제33특근사령관 하라다 사토루 소장은 특수 잠항정 항공모함인 ‘치요다’의 함장을 지낼 정도로 특수 잠항정 부대의 운용 경험이 많았다.
3월 26일, 맹렬한 함포 포격의 지원을 받으며, 미군 제23 보병사단이 현지의 게릴라 부대 8500명의 협력을 받아 탈리사이 지역에 상륙을 개시했다. 일본군은 제33특근 소속의 잔존 특수 잠항정을 자침시켰다. 일본군은 약화된 전력에 비해서 필사적인 저항을 펼쳤고, 때로는 미국 제23 보병사단장을 놀라게 할 정도였다. 미군의 피해는 일본 측의 손해에 비하면 상당히 적은 숫자지만, 비사야 제도의 전투에서 최대의 인명 손실을 기록했다. 6월 하순까지 섬의 주요부를 제압했다고 판단한 미군은 정규 부대에 의한 공격을 중지하고 이후에는 현지인 게릴라만 동원한 소탕 작전을 펼쳤다. 세부섬의 일본군 지휘관의 대부분은 총공격으로 옥쇄해야 한다고 주장하고 있었지만, 루손섬의 제14방면군 사령부는 이를 각하하고 유격전을 중심으로 하는 지구전을 펼치라는 명령을 내렸다. 따라서 세부섬에 남아 있던 일본군 여러 부대는 태평양 전쟁이 끝나는 8월까지 연합군을 대상으로 게릴라전을 수행했다.

### 네그로스섬

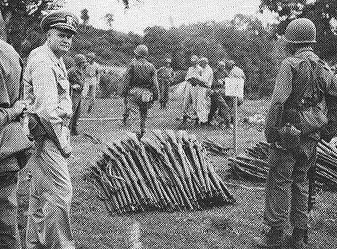
40사단이 모은 일본군 무기

네그로스섬은 북부에 일본 육군의 대규모 항공 기지가 건설되어 있었지만, 이미 운용을 중단하고 있었다. 제2 비행사단 소속의 일부 가동이 가능한 기계는 3월 하순에 사령부와 함께 민다나오섬으로 파송되었다. 제102사단 소속 제77 보병여단(약 4000명)이 방어의 중심이 되었고, 그 외 공항 지상 요원을 급조한 일본군의 총 병력은 13,500명이었다. 섬 면적의 80%는 게릴라 지배 지역이었다.
3월 29일, 네그로스섬 서부에 미군 제40 보병사단 제185 보병 연대를 선봉으로 상륙하여 섬의 북부로 빠르게 진격해 4월 초에는 일본군의 바콜로드 공항을 점령했다. 그 후에도 미군은 현지인 게릴라 함께 일본군을 추격하여, 4월 26일에는 동부 두마게테에 새로운 부대를 상륙시켜 일본군을 몰아 붙였다. 일본군 잔존 부대는 산악 지대로 숨어들어 유격전을 펼치며 종전을 맞이했다.

### 보홀섬
4월 11일, 미군 1개 대대가 보홀섬에 상륙했다. 일본군의 수비 병력은 레이테섬으로 추출되어 1개 중대 밖에 남아 있지 않았고, 그 병력으로는 제대로 된 저지를 할 수 없었다. 5월 초순에 미군 부대가 철수한 이후는 게릴라 부대가 일본군의 소탕을 담당했다.

## 결과

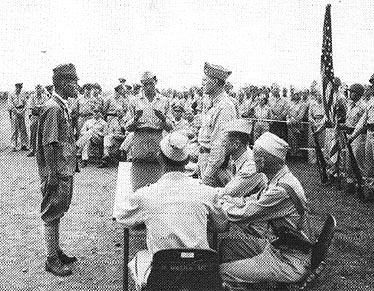
40사단에 항복하는 일본군, 1945년 9월

전쟁이 끝날 무렵에는 비사야 제도의 주요 부분이 연합군의 지배 하에 들어왔다. 일본군은 전투에서 다수의 사상자가 발생한데다가 정글로 쫓겨 가 기아와 질병, 게릴라들의 공격으로 점차 줄어들었다. 일본군은 각지에서 고립되어 빈사 상태로 종전을 맞이했다.

## 참고서적
- Lofgren, Stephen F. 《Southern Philippines Campaign》. The U.S. Army Campaigns of World War II. 미군역사센터. CMH Pub 72-40. 2012년 1월 1일에 원본 문서에서 보존된 문서. 2015년 8월 21일에 확인함.